# Der Dritte Weg
Der Dritte Weg (Třetí cesta) je pravicová extremistická strana působící výhradně na jihu Německé spolkové republiky. V roce 2022 měla přibližně 650 členů. Na rozdíl od NPD, která se v posledních letech snaží působit méně násilně, se Dritte Weg prezentuje více radikálně, zvláště pak v případě xenofobie. Strana se nesnaží o velký růst. Členové strany se považují spíše za "uvědomělou neonacistickou elitu, která neusiluje o růst".

## Historie
Strana byla založena několika bývalými členy NPD a neonacisty z Hesenska a Porýní-Falce. V roce 2014 vzešel v Bavorsku v platnost zákaz neonacistické skupiny FNS (Freies Netz Süd), což vedlo některé neonacisty ke vstupu do Der III. Weg. Předsedou strany byl zvolen bývalý funkcionář NPD v Porýní-Falci Klaus Armstroff. V květnu 2014 se poprvé zúčastnila voleb do okresního zastupitelstva, v Bad Dürkheimu, v nichž získala kolem 0,5 procenta. V zemských volbách v Porýní-Falci z března 2016 získala strana 0,1 procenta hlasů. V roce 2015 distribuovala strana brožuru s rasistickým podtextem vůči přistěhovalcům do Německa.

### 2014
Prvního května roku 2014 se v Plauenu v jihozápadním Sasku konal pochod bavorského spolku Freies Netz Süd, na němž se sešlo více než pět set neonacistů. Tehdy se FNS spojila s Revolutionären Nationalen Jugend (RNJ) v regionu Vogtland a pod názvem "Nationales und Soziales Aktionsbündnis 1. Mai" se dali do pochodu v Plavně. Pochodu se zúčastnilo o 200 neonacistů více než toho minulého. Okruh zúčastněných sahal od hesenských "Nationalen Sozialisten Main Kinzig" přes durynské "Vollstrecker Gera" a bavorské "Kameradschaft Altmühltal" až po šlesvicko-holštýnské "Bruderschaft Brigade 8".

## Desetibodový program
Myšlenky příznivců Der Dritte Weg jsou shrnuty v jejich desetibodovém programu. Píše se tam výhradně o jejich postoji k národu, vlasti a hospodářství.